# São Vicente (Guarda)
São Vicente is een plaats (freguesia) in de Portugese gemeente Guarda en telt 11514 inwoners (2001).